# Egon Neudegg
Egon Neudegg (eigentlich Otto Ewald Bickel, * 25. Januar 1891 in Mühlhausen/Thüringen; † 9. Oktober 1957 in Basel) war ein deutscher Schauspieler, Theaterregisseur und -intendant.

## Leben
Egon Neudegg wurde als Sohn von Paul Bickel und dessen Frau Elisabeth, geb. Schmidt, geboren. Nach einer Schauspielausbildung bei Rudolf Possin in Wiesbaden debütierte er 1909 am sächsischen Stadttheater Freiberg. Sein erstes Festengagement trat er kurz darauf am Stadttheater Münster an. In der Spielzeit 1911/12 gastierte Neudegg zum ersten Mal in der Schweiz am Baseler Bömly-Theater. Nach einer Verpflichtung an das Theater in Oberndorf am Neckar fungierte er von 1914 bis 1920 als Regisseur und Direktor an den Vereinigten Stadttheatern Kiel. 1920 kam Neudegg erneut in die Schweiz und war bis 1925 am Stadttheater Zürich als Schauspieler und Operettenregisseur verpflichtet. Danach ging er als Oberregisseur an die Städtischen Bühnen Nürnberg. 1927 übernahm er den Intendantenposten am Stadttheater Plauen, 1930 wechselte Neudegg als Generalintendant an die Städtischen Bühnen Magdeburg. Aufgrund der wirtschaftlich schlechten Lage und damit einhergehenden sinkenden Zuschauerzahlen legte er 1932 sein Amt nieder und wurde im selben Jahr Nachfolger des zum Rücktritt gezwungenen Oskar Wälterlin als Direktor am Stadttheater Basel. Diesen Posten hatte Neudegg bis 1949 inne, danach arbeitete er dort nur noch als Gastregisseur.
In Münster stand Egon Neudegg unter anderem in der Rolle des Rodrigo in William Shakespeares Othello auf der Bühne, am Stadttheater ist 1927 seine Inszenierung der Oper Das Wunder der Heliane von Erich Wolfgang Korngold nachgewiesen. Neben zahlreichen Opern und Operetten inszenierte Neudegg in Basel eine Reihe von Klassikern, darunter Liliom von Ferenc Molnár, Peer Gynt von Henrik Ibsen, Wilhelm Tell von Friedrich Schiller oder Johann Wolfgang von Goethes Faust. In Neudeggs Amtszeit fielen eine Reihe von Uraufführungen, wie beispielsweise 1943 Der Mond ging unter von John Steinbeck, 1944 Franz Werfels Jacobowsky und der Oberst sowie die Dürrenmatt-Stücke Der Blinde (1948) und Romulus der Große (1949).
Egon Neudegg hatte während seiner Basler Zeit wiederholt mit großen Schwierigkeiten zu kämpfen. Mehrmals war das Haus von Schließungen bedroht, was er jedoch durch seine sparsame Haushaltsführung abwenden konnte. Seine Kompetenz und künstlerische Leistung wurden mehrfach kritisiert. So bezeichnete ihn die österreichische Schauspielerin Gertrud Ramlo, bis 1939 in Basel engagiert, als „letztklassigen deutschen Provinzdirektor und fürchterlichen Regisseur“. Er habe sich mit Regieanweisungen wie „Machen Sie doch so ein Gesicht wie die Elisabeth Bergner“ begnügt. 1937 verpflichtete Neudegg den Regisseur Gustav Hartung, der aufgrund der politischen Verhältnisse in Deutschland ins Schweizer Exil gegangen war. Die nationalsozialistische Reichstheaterkammer erteilte daraufhin deutschen Künstlern ein Auftrittsverbot in Basel, was zu erheblichen personellen Engpässen führte. Auch in späteren Jahren versuchte die Kammer, wiederholt Einfluss auf Spielpläne und Engagements zu nehmen.
Eine Affäre um Liebesbriefe führte 1949 nicht nur zum Rücktritt vom Direktorenposten, sondern machte auch Neudeggs langjährige Bemühungen zunichte, die Schweizer Staatsbürgerschaft zu erlangen.
Neudegg war mit Alice Bickel, geb. Teichner (* 1905) verheiratet. Wann und aus welchem Grund er sich das Pseudonym „Egon Neudegg“ zulegte, ist nicht bekannt.